# Tatjana Storoschewa
Tatjana Storoschewa (russisch Татьяна Сторожева, engl. Transkription Tatyana Storozheva; * 22. März 1954) ist eine ehemalige sowjetische Hürdenläuferin, die sich auf die 400-Meter-Distanz spezialisiert hatte.
1977 stellte sie am 26. Juni in Karl-Marx-Stadt mit 55,74 s einen Weltrekord auf, wurde sowjetische Meisterin und Zweite im Finale des Leichtathletik-Europacups in Helsinki.
Ihre persönliche Bestzeit von 54,80 s stellte sie 12. Juni 1980 in Moskau auf.